# Jennifer Zerbone
Jennifer Zerbone (* 14. Juni 1995) ist eine ehemalige französische Tennisspielerin.

## Karriere
Zerbone begann mit sieben Jahren mit dem Tennisspielen und bevorzugt Hartplätze. Sie spielte vorrangig Turniere der ITF Women’s World Tennis Tour, wo sie zwei Titel im Einzel gewonnen hat.
2008 und 2009 nahm sie am Les Petits As teil. 2016 gewann sie zwei ITF-Titel im Einzel in Antalya und Ashkelon. Im Oktober 2016 erreichte sie mit Platz 604 auch die höchste Position ihrer Karriere in der WTA-Einzelweltrangliste. Im März 2017 bestritt sie ihr letztes Profiturnier in Hammamet und wird seit September 2017 nicht mehr in der Weltrangliste geführt.

## Turniersiege

### Einzel
| Nr. | Datum              | Turnier  | Kategorie | Belag     | Finalgegnerin     | Ergebnis       |
| --- | ------------------ | -------- | --------- | --------- | ----------------- | -------------- |
| 1.  | 26. Juni 2016      | Antalya  | ITF W10   | Hartplatz | Aljona Sotnykowa  | 6:3, 5:7, 7:64 |
| 2.  | 18. September 2016 | Ashkelon | ITF W10   | Hartplatz | Vlada Ekshibarova | 7:65, 3:6, 6:2 |